# Kōzō Arai
Kōzō Arai (jap. 荒井 公三, Arai Kōzō; * 24. Oktober 1950 in der Präfektur Hiroshima) ist ein ehemaliger japanischer Fußballspieler.

## Nationalmannschaft
1970 debütierte Arai für die japanische Fußballnationalmannschaft. Arai bestritt 47 Länderspiele und erzielte dabei vier Tore.

## Errungene Titel
- Japan Soccer League: 1976
- Kaiserpokal: 1976

## Persönliche Auszeichnungen
- Japan Soccer League Best Eleven: 1971, 1973, 1974, 1976